# Ōta Masamitsu
Ōta Masamitsu est un nom japonais traditionnel ; le nom de famille (ou le nom d'école), Ōta, précède donc le prénom (ou le nom d'artiste).
Ōta Masamitsu (太田 雅光) est un peintre d'ukiyo-e japonais né en 1892 et mort en 1975, connu aussi sous le nom de Ōta Gako. Figure du mouvement shin-hanga, il s'est spécialisé dans les portraits d'acteurs de kabuki.
Son style se caractérise par la représentation de décors à l'arrière-plan de ses portraits.
On lui doit notamment :
- Kabuki juhachiban (Dix-huit pièces de kabuki, 1931)
- Showa Butai Sugata (Figures de la scène pendant l'ère Showa, 1950, 12 estampes)
- Gendai Butai Geika (Étoiles de la scène moderne dans leurs plus fameux rôles, 1955, 12 estampes)